# Пёстрые дятлы
Пёстрые дятлы, или дя́тлы (лат. Dendrocopos), — род птиц семейства дятловых, распространённых в Евразии и Северной Африке. Род содержит 12 видов. Помимо собственно рода Dendrocopos, дятлами также называют и других представителей семейства.
Это мелкие и среднего размера птицы, ведущие преимущественно древесный образ жизни. Питаются насекомыми, которых с помощью клюва добывают из-под коры стволов деревьев. Череп дятла отличается большой величиной и крепостью. Клюв длинный, прямой и конусообразный. В качестве опоры использует клинообразный хвост. У всех видов пёстрое чёрно-белое оперение, у большинства также имеются красные и жёлтые отметины на голове и других частях тела.
Гнездятся в дуплах, выбирая мёртвые либо больные деревья. Яйца продолговатые, белого цвета.

## Виды
Международный союз орнитологов относит к роду 12 видов:
- Dendrocopos hyperythrus — Рыжебрюхий дятел
- Dendrocopos macei — Желтогрудый дятел
- Dendrocopos analis — Крапчатогрудый дятел
- Dendrocopos atratus — Пестрогрудый дятел
- Dendrocopos darjellensis — Сиккимский дятел
- Dendrocopos himalayensis — Гималайский дятел
- Dendrocopos assimilis — Тамарисковый дятел
- Dendrocopos syriacus — Сирийский дятел
- Dendrocopos leucopterus — Белокрылый дятел
- Dendrocopos major — Большой пёстрый дятел
- Dendrocopos noguchii — Окинавский дятел
- Dendrocopos leucotos (Bechstein, 1802) — Белоспинный дятел